# Doctor Alimantado
Dr Alimantado, de son vrai nom Winston Thompson, est un d'jay jamaïcain né en 1952, fondateur du label Vital Food. Il est parfois crédité sous le pseudonyme Winston Prince. 

## Biographie
Il commence sa carrière au début des seventies, notamment chez Lee Perry.
Un de ses modèles est U-Roy.
En 1976 il est victime d'un grave accident de la route ; ses morceaux Reason for living et Born for a purpose en sont directement inspirés.
Très populaire auprès des punks anglais, l'anecdote raconte que son single Born for a purpose a grimpé dans les charts après que Johnny Rotten l'ait mentionné dans une interview radio. 
L'album Best dressed chicken in town, collection de titres du milieu des années 1970, reste un classique du genre. Le single est basé sur un riddim de Horace Andy.

## Discographie
- House of Singles (2006)

- Wonderful Time (1988)

- Privileged Few (1988)
- In the Mix, Part 2 (1986)
- Kings Bread (1986)

1. Just Because A Bit Of Bread	
2. Marcus Garvey School	
3. Babylon Let I Go	
4. Jah Loving Feeling	
5. Jah Love Forever	
6. Mama Mama	
7. Conscious Man	
8. Zion Steppers	
9. Find The One	
10. Oh This World. (THIS ALBUM IS A MUST!!!)
- Love Is (1971-83)  (1983)

- Born For A Purpose (1981)

- Best Dressed Chicken In Town (1978)